# Guilherme Palmeira
Guilherme Gracindo Soares Palmeira, mais conhecido como Guilherme Palmeira, ComMM (Maceió, 25 de dezembro de 1938 — 4 de maio de 2020) foi um advogado, sociólogo e político brasileiro.  Foi governador de Alagoas entre 1979 e 1982. No seu governo, nomeou Fernando Collor como prefeito de Maceió, fato que levaria este último a iniciar uma trajetória que o levaria a ser eleito presidente da República num espaço de dez anos.

## Biografia
Filho de Rui Soares Palmeira e Maria Gaby Brandão Gracindo. Bacharel em Ciências Jurídicas e Sociais pela Faculdade Nacional de Direito da  Universidade Federal do Rio de Janeiro (UFRJ) em 1963, retornou ao seu estado, sendo eleito deputado estadual pela Aliança Renovadora Nacional (ARENA) em 1966, 1970 e 1974, licenciado-se para ocupar a Secretaria de Indústria e Comércio no primeiro governo Divaldo Suruagy. Indicado governador de Alagoas em 1978, firmou um acordo para pacificar as correntes políticas arenistas, em especial a liderada pelo senador Arnon de Melo, que conseguiu a nomeação de seu filho, Fernando Collor, como prefeito de Maceió. Extinta a ARENA, Guilherme Palmeira ingressou no Partido Democrático Social (PDS) e foi eleito senador em 1982 derrotando José Moura Rocha, que substituiu Teotônio Vilela, um dos próceres pela redemocratização do Brasil, mas que foi diagnosticado com câncer no início da campanha.
Eleitor de Tancredo Neves no Colégio Eleitoral em 1985, cerrou fileiras no antigo Partido da Frente Liberal (PFL; atual Democratas) e foi eleito presidente nacional do partido em 1986, condição cumulativa com a de candidato ao governo de Alagoas sendo derrotado justamente por Fernando Collor, recém-filiado ao PMDB e adversário político nas disputas de outrora. Disposto a recuperar seu capital político foi eleito prefeito de Maceió em 1988, mandato ao qual renunciou em 1990 quando foi eleito para o seu segundo mandato como senador.
Em 1994 foi indicado candidato a vice-presidente na chapa de Fernando Henrique Cardoso pela coligação União, Trabalho e Progresso, e permaneceu nessa condição até agosto quando uma denúncia de favorecimento de uma empreiteira no Orçamento Geral da União resultou na substituição de seu nome pelo de Marco Maciel.
Candidato a reeleição em 1998, perdeu a vaga no Senado Federal para candidata do PT Heloísa Helena e, após tal revés, foi indicado ministro do Tribunal de Contas da União onde chegou ao cargo de vice-presidente, aposentando-se em 2008.
Irmão de Vladimir Palmeira, destacado líder estudantil e férreo opositor do Regime Militar de 1964, e que foi eleito deputado federal pelo PT do Rio de Janeiro em 1986 e 1990, primo de José Thomaz Nonô e pai de Rui Palmeira, prefeito eleito de Maceió em 2012 e reeleito em 2016.
Em 2004, Palmeira foi admitido pelo presidente Luiz Inácio Lula da Silva ao grau de Comendador especial da Ordem do Mérito Militar.
Morreu no dia 4 de maio de 2020, aos 81 anos.